# Palianí
Le dème de Palianí (en grec moderne : Δήμος Παλιανής) est une ancienne municipalité du district régional de Héraklion, en Crète, en Grèce. Depuis la réforme du gouvernement local de 2011, il fait partie du dème d’Héraklion, dont il est devenu une unité municipale.
Il était situé au centre du district d'Héraklion et basé dans le village de Veneráto. Cette ancienne commune a, selon le recensement de 2001, un total de 2 404 habitants et une superficie de 21 423 hectares.